# El Camino Real Charter High School
El Camino Real Charter High School (també conegut com ECR o Elco) és un centre d'educació secundària estatunidenc situat al districte de Woodland Hills, a la zona de la Vall de San Fernando de la ciutat de Los Angeles. L'institut, fundat el 1969, va ser dissenyat per a emular un petit campus universitari, amb un gran quad central i una política de campus obert. ECR acull estudiantat de Woodland Hills i West Hills, així com d'altres àrees del districte.
El desembre de 2010, el professorat i el personal d'administració i serveis d'El Camino Real High School van votar a favor que es convertís en una escola concertada. Aquest canvi va entrar en vigor a la tardor de 2011.
L'equip Academic Decathlon de l'escola va guanyar títols nacionals els anys 1998, 2001, 2004, 2005, 2007, 2010, 2014 i 2018.
La Junior Engineering Technical Society (JETS) promou l'interès per l'enginyeria, la ciència, les matemàtiques i la tecnologia entre l'estudiantat i els proporciona l'oportunitat de treballar en equips d'enginyeria professionals i experiències en la resolució de problemes. L'equip participa a la competició TEAMS (Test of Engineering Aptitude, Mathematics, and Science) que té lloc anualment al març i està organitzada i patrocinada per la Viterbi School of Engineering de la Universitat del Sud de Califòrnia.